# Pekabeta Beograd
Pekabeta Beograd (code BELEX : PKBT) est une entreprise serbe qui a son siège social à Belgrade, la capitale de la Serbie. Elle travaille dans le domaine de la grande distribution.

## Histoire
Pekabeta Beograd a été admise au libre marché de la Bourse de Belgrade le 23 mars 2004 et en a été exclue le 28 mai 2012.

## Données boursières
Le 28 mai 2012, date de sa dernière cotation, l'action de Pekabeta Beograd valait 7 000 RSD (62,47 EUR). Elle a connu son cours le plus élevé, soit 10 368 RSD (92,56 EUR), le 14 mars 2011 et son cours le plus bas, soit 600 RSD (5,35 EUR), le 2 octobre 2001.